# 高野宗城
高野 宗城（たかの むねき、1942年4月4日 - ）は、日本の政治家。元愛媛県上浮穴郡久万高原町長（2期）、元久万町議会議員。なお、戸籍上の氏は「髙野」。

## 経歴
愛媛県上浮穴郡久万町（現: 久万高原町）出身。愛媛県立上浮穴高等学校卒業。久万町においてスキー場などを経営、久万町議会議員を務めた。

### 2008年久万高原町長選に当選
2008年8月の久万高原町長選挙に無所属で出馬、前久万高原町教育長の川本博文、元茅ヶ崎市議会議員の鐘ヶ江洋子との三つ巴の選挙戦となった。高野は2007年末から出馬準備を進め、選挙戦では自らの事業活動で培ってきた人脈と実践力を打ち出し、「町政の流れを変える」と訴え、さらに終盤には「町づくりの第一歩は町政浄化」と変革を訴え、当選した。
町議会議員の一部の支援を得たものの、議会の多数は川本候補を推したことから、結果的に選挙戦を通じて町議会の反発を招いたものの、議会には協調姿勢で臨んだ。
※当日有権者数：9,309人 最終投票率：85.99%（前回比：-pts）
| 候補者名   | 年齢 | 所属党派 | 新旧別 | 得票数  | 得票率 | 推薦・支持 |
| ---------- | ---- | -------- | ------ | ------- | ------ | ---------- |
| 高野宗城   | 66   | 無所属   | 新     | 4,391票 | 55.2%  | -          |
| 川本博文   | 59   | 無所属   | 新     | 3,174票 | 39.9%  | -          |
| 鐘ヶ江洋子 | 64   | 無所属   | 新     | 387票   | 4.9%   | -          |

### 2012年町長選再選
2012年の選挙で再選を果たした。
※当日有権者数：8,594人 最終投票率：80.71%（前回比：−5.28pts）
| 候補者名 | 年齢 | 所属党派 | 新旧別 | 得票数  | 得票率 | 推薦・支持 |
| -------- | ---- | -------- | ------ | ------- | ------ | ---------- |
| 高野宗城 | 70   | 無所属   | 現     | 3,761票 | 54.8%  | -          |
| 田村昭子 | 67   | 無所属   | 新     | 3,098票 | 45.2%  | -          |

### 2016年町長選三選ならず
2016年の選挙で三選を目指したが、愛媛県議会議員から鞍替えした河野忠康に敗れた。
※当日有権者数：7,896人 最終投票率：82.38%（前回比：+1.67pts）
| 候補者名 | 年齢 | 所属党派 | 新旧別 | 得票数  | 得票率 | 推薦・支持 |
| -------- | ---- | -------- | ------ | ------- | ------ | ---------- |
| 河野忠康 | 65   | 無所属   | 新     | 4,047票 | 63.0%  | -          |
| 高野宗城 | 74   | 無所属   | 現     | 2,374票 | 37.0%  | -          |